# Kals'art
Il Kals'art è un evento culturale organizzato dal comune di Palermo che ha sede nello storico quartiere della Kalsa.

## Storia
Il team che ha ideato l'evento era composto dal direttore artistico dell'Ufficio Grandi Eventi del Comune di Palermo Davide Rampello, da Giovanni Callea, Luca Masia, Maria Eugenia Notarbartolo e Ivan Tagliavia.
L'evento dura da luglio a settembre e nacque nel 2004, nel 2005 venne organizzato anche un Winter Kals'Art nel mese di dicembre, nel 2007 e nel 2008 non si è svolto.
Nel 2009 si è svolta in forma molto blanda lontano dalle suggestioni degli anni passati un'edizione winter.

## Caratteristiche
L'evento trasforma l'intero quartiere in un centro di spettacoli culturali, musicali, teatrali, e molti altri. Sono presenti decine di mostre, tutti i luoghi di interesse storico sono fruibili fino a notte fonda e dove possibile sono presenti concerti di piccole e medie dimensioni.